# Уизерспун, София
София Л. Уизерспун (англ. Sophia L. Witherspoon; род. 6 июля 1969 года, Форт-Пирс, Флорида, США) — американская профессиональная баскетболистка, выступавшая в женской национальной баскетбольной ассоциации. Была выбрана на драфте ВНБА 1997 года во втором раунде под общим одиннадцатым номером клубом «Нью-Йорк Либерти». Играла на позиции атакующего защитника.

## Ранние годы
София Уизерспун родилась 6 июля 1969 года в городе Форт-Пирс (штат Флорида), училась она там же в Центральной средней школе, в которой выступала за местную баскетбольную команду.